# Зеркан, Мехди
Мехди Зеркан (фр. Mehdi Zerkane; родился 15 июля 1999, Клермон-Ферран, Франция) — французский футболист алжирского происхождения, полузащитник французского клуба «Ним». Сыграл в одном матче за сборную Алжира.

## Футбольная карьера
Мехди — воспитанник академии Монако. C сезона 2017/2018 — игрок второй команды Монако. Дебютировал 2 декабря 2017 в лиге Насьональ 2 поединком против «Полан Пезена». Всего провёл во второй команде 2 сезона, провёл 16 матчей, забитыми мячами не отмечался.
Летом 2019 года Мехди подписал трёхлетний контракт с «Бордо». Сразу же был отправлен во вторую команду, выступавшую в дивизионе Насьональ 3, где дебютировал 17 августа 2019 года поединком против «Авирон Байонна». Всего за вторую команду провёл 12 матчей, забил 1 мяч. В феврале 2020 года игрок призывался в главную команду «Бордо», однако на поле не появлялся. Дебют за жирондинцев случился в сезоне 2020/2021. 21 августа 2020 года Зеркан вышел на поле в стартовом составе на встречу против Нанта, однако был удалён, получив прямую красную карточку на 20-й минуте встречи. В том же моменте получил растяжение связок колена и выбыл на полтора месяца.
В октябре 2020 года благодаря своему происхождению впервые получил вызов в сборную Алжира. 12 ноября 2020 года дебютировал за неё в отборочной встрече Кубка африканских наций 2021 года против команды Зимбабве, выйдя на поле на замену на 75-й минуте вместо Софьяна Фегули.